# كارلوس بيريز (منافس ألعاب قوى)
كارلوس بيريز (بالإسبانية: Carlos Pérez)‏ هو منافس ألعاب قوى إسباني، ولد في 1 يونيو 1935 في فيغو في إسبانيا.

## وصلات خارجية
- كارلوس بيريز على موقع الاتحاد الدولي لألعاب القوى (الإنجليزية)
- كارلوس بيريز على موقع اللجنة الأولمبية الدولية (الإنجليزية)
- كارلوس بيريز على موقع أوليمبيديا (الإنجليزية)